# Secolul al XIII-lea
În istoria culturii europene, această perioadă este considerată ca făcând parte din Evul Mediu. După cuceririle din Asia, Imperiul Mongol se întindea din Asia de Est în Europa de Est.

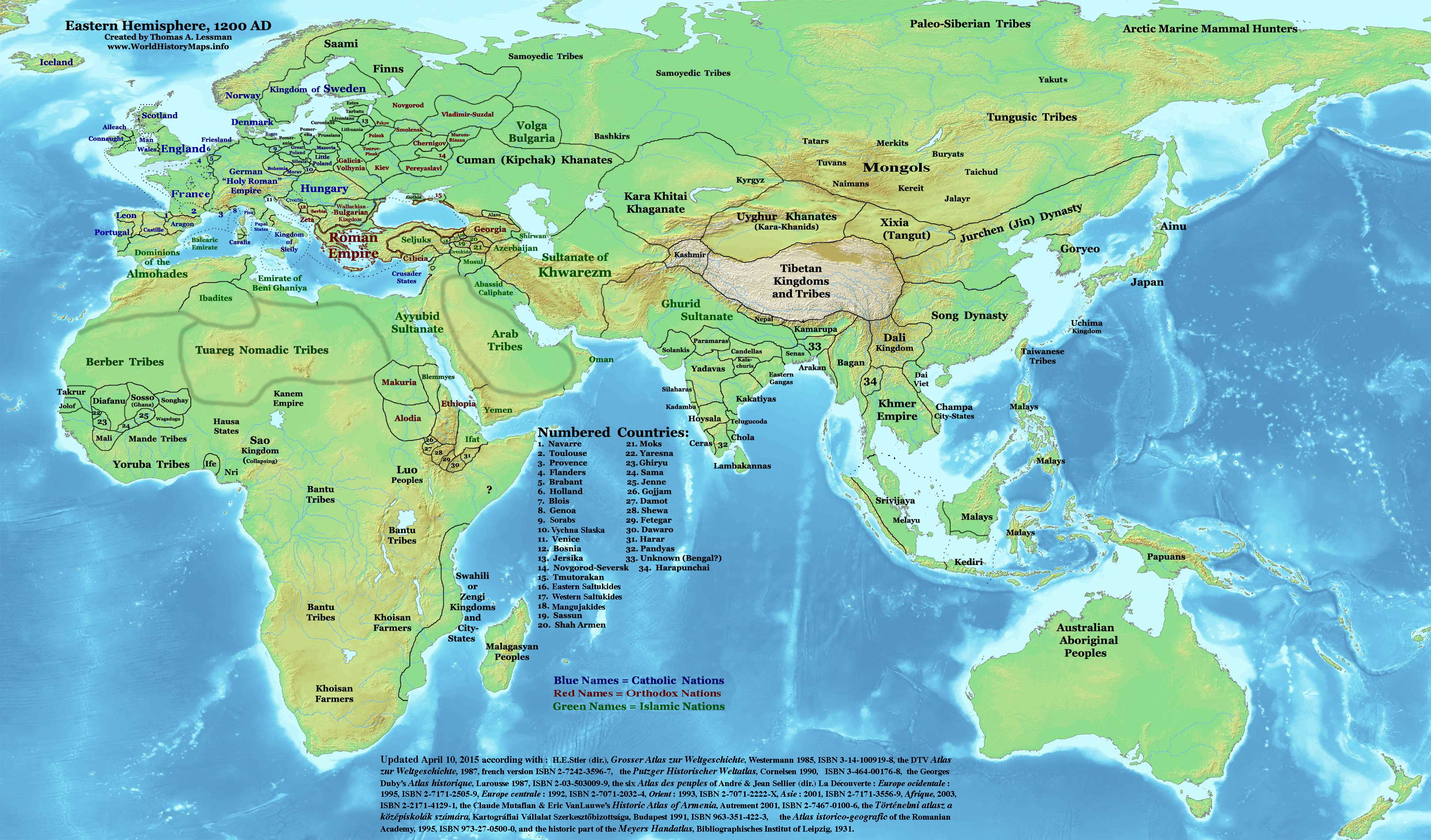
Secolul al XIII-lea

## Evenimente

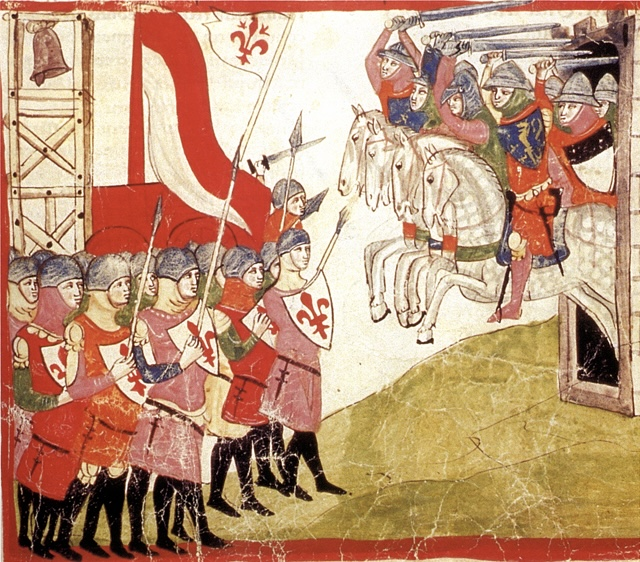
Bătălia de la Montaperti

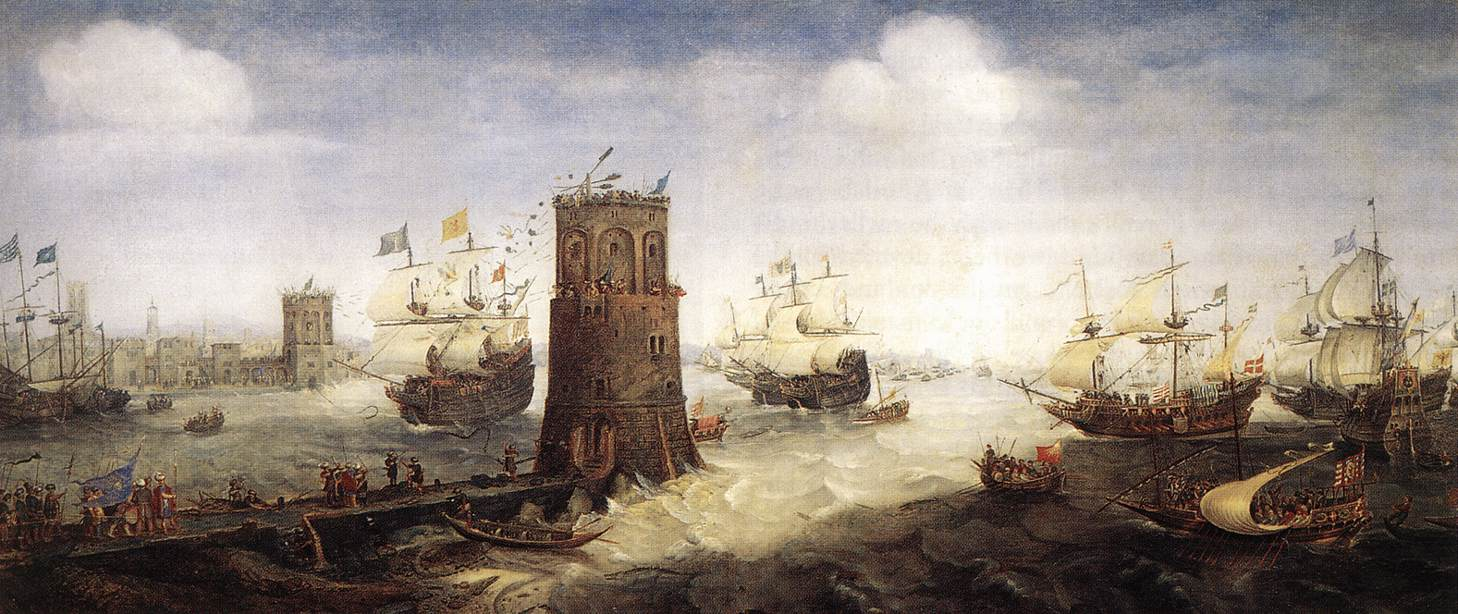
Capturarea lui Damiate

- 1202–1204: Are loc Cruciada a patra, îndreptată inițial contra Islamului, dar "deviată", la intervenția dogelui Veneției, împotriva Imperiului Bizantin. În anul 1205 este constituit Imperiul Latin.
- 1232–1241: Mongolii conduși de Ginghis Han cuceresc o mare parte din Asia, Europa de Est și Europa Centrală, ajungând până în Ungaria și în Silezia, în – În China întemeiează dinastia mongolă. Unii lideri mongoli s-au convertit de la Budism tantric la Islam.
- Imperiul Bizantin decade fiind atacat de turci, bulgari, sârbi etc.
- Marco Polo și familia sa ajung în China.
- 1204: Cocom de Mayapan își asumă conducerea imperiului mayas.

### Sfântul Imperiu Roman
- 1214: Bătălia de la Bouvines
- 1220: Încoronarea lui Frederic al II-lea ca împărat al Sfântului Imperiu Roman
- 1226: Începutul campaniei de cucerire și asimilare a Prusiei
- 1227–1239: Cele două excomunicări ale lui Frederic al II-lea
- 1250: Moartea lui Frederic al II-lea
- 1268: Bătălia de la Tagliacozza
- 1254–1273: Interregn
- 1273: Încoronarea lui Rudolf de Hasburg
- 1278: Bătălia de pe Marchfeld; înfrangerea lui Otokar al II-lea al Boemiei
- 1291-1298: Domnia lui Adolf de Nassau

### Elveția
- 1291: Înființarea Ligii Eterne (Ewiger Bund) împotriva habsburgicilor care a constituit fundamentul vechii Confederații Elvețiene

### Franța
- 1204: Procesul lui Ioan Fără-de-Țară
- 1214: Bătălia de la Bouvines
- 1209–1229: Războaiele împotriva albigenzilor
- 1270: Moartea lui Ludovic al IX-lea
- 1297: Canonizarea lui Ludovic al IX-lea

### Anglia, Scoția și Irlanda
- 1215: Magna Carta
- 1216: Henric al III-lea devine rege
- 1258: Războiul Baronilor
- 1264: Bătălia de la Lewes
- 1284: Supunerea ultimului prinț celt
- 1290: Toți evreii sunt expulzați din Anglia

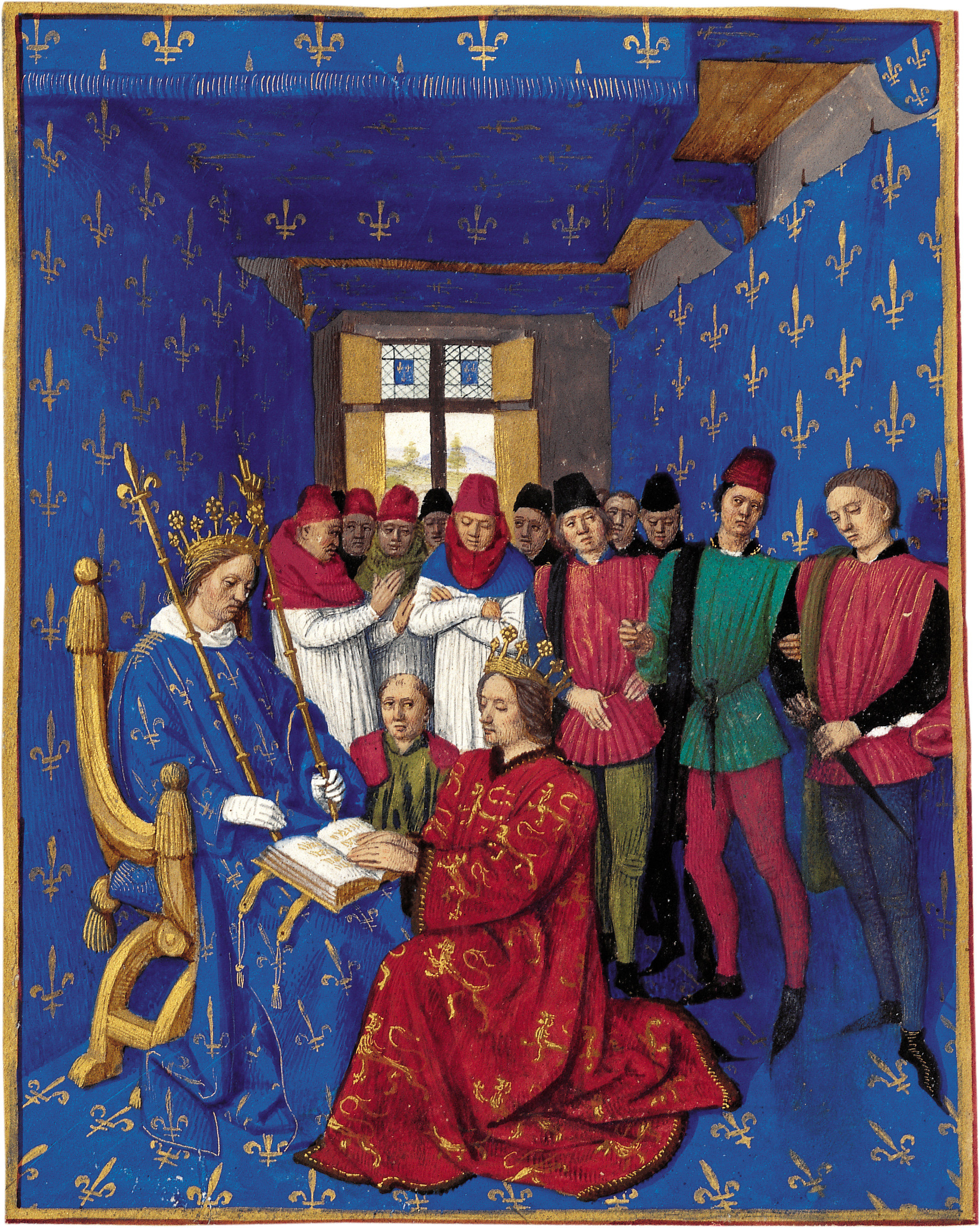
Hommage of Edward I to Philippe le Bel

- 1297: Bătălia de la Stirling
- 1298: Bătălia de la Falkirk

### Italia
- 1202: Cucerirea Zarei
- 1220: Frederic al II-lea este încoronat ca împărat
- 1231: Înființarea Inchiziției
- 1254: Manfred devine regent de Sicilia
- 1268: Carol de Anjou poruncește execuția lui Manfred
- 1282: Vesperile siciliene
- 1282: Petru al III-lea ocupă Sicilia
- 1284: Bătălia de la Meloria

### Spania și Portugalia
- 1250–1251: Cucerirea Algarvei

### Europa de Nord
- 1227: Bătălia de la Bornhoved
- 1261: Dominația norvegiană în Groelanda
- 1262: Perioada de stăpânire norvegiană a Islandei

### Imperiul Bizantin
- 1204: Cucerirea Constantinopolului
- Crearea Imperiului Latin de Constantinopol
- Teodor I Lascaris devine împăratul Niceei
- 1205: Bătălia de la Adrianopol
- 1240: Balduin al II-lea devine împărat latin
- 1246: Recucerirea Salonicului
- 1259: Mihail al VIII-lea Paleologul uzurpă tronul
- 1261: Recucerirea Constantinopolului de către bizantini

### Europa de Est
- 1222: Bula de aur
- 1241: Bătălia de la Legnica
- 1242: Invaziile Mongole
- 1235: Înființarea Patriarhiei bulgare
- 1251: Ottokar II ocupă Austria
- 1278: Bătălia de la Marchfeld
- 1223: Bătălia de pe râul Kalka
- 1240: Respingerea suedezilor pe Nerva
- 1263: Moscova devine cnezat independent

### Cruciadele
- 1202: Înființarea Ordinului Cavalerilor Livonieni
- 1202: Inocentiu III inițiază a Patra Cruciadă
- 1204–1261: Imperiul Latin de Constantinopol
- 1212: Cruciada Copiilor
- 1215: Al Patrulea Conciliu de la Lateran
- 1226: Bula de Aur de la Rimini
- 1228: A șasea Cruciadă condusă de Frederic II
- 1229: Recucerirea Ierusalimului, Bethleemului și Nazaretului
- 1244: Musulmanii recuceresc Ierusalimul
- 1248: A șaptea Cruciadă
- 1269–1270: Ultima Cruciadă
- 1283: Cavalerii Teutoni îi cuceresc pe pruși
- 1291: Prăbușirea Ultimului Stat Cruciat

### Lumea Arabă
- 1206: Ghurizii sunt alungați din Afghanistan
- 1210–1212: Qarakhanizii sunt alungați din Transoxiana
- 1212: Bătălia de la Las Navas de Tolosa
- 1232: Întemeierea emiratului Granadei
- 1250–1260: Domnia Mamelucilor
- 1258: Sfârșitul Califatului Abbasid

### Imperiul Mongol
- 1207: Genghis Khan cucerește sudul Siberiei
- 1211–1216: Genghis Khan cucerește nordul Chinei
- 1215: Genghis Khan cucerește Imperiul Jin
- 1218: Invazia lui Genghis Khan asupra imperiului Horez-sahilor
- 1220: Întemeierea orașului Karakorum
- 1223: Genghis Khan îi înfrânge pe cnejii ruși
- 1227: Moartea lui Genghis Khan
- 1240: Ogodei cucerește Kievul
- 1241: Moartea lui Ogodei
- 1241: Bătălia de la Liegnitz
- 1253: Mongolii distrug Regatul Nan Zhao
- 1258: Furtuna mongolă lovește Bagdadul
- 1260: Cucerirea Chinei
- 1279: Dinastia Song este asimilată de către Imperiul Mongol
- 1287: Mongolii distrug Imperiul Pagan

### India
- 1206: Înființarea Sultanatului din Delhi
- 1290: Dinastia Khalji

### Asia de Sud-Est
- 1225–1400: Dinastia Tran in Vietnam
- 1238: Imperiul Sukhothmai

### Africa
- 1268: Dinastia Salomonida

## Oameni importanți
- Dante Alighieri (1265–1321), scriitor italian

- Ginghis Han (1162–1227), conducător mongol și cuceritor al Asiei
- Marco Polo (Veneția, 1254–id., 1324)
- Toma de Aquino ( 1225–1274), filosof și teolog italian
- Albertus Magnus (1193–1280), filosof și teolog german
- Alexandru de Hales, călugăr și teolog Franscican
- Alexander Nevski, Mare Cneaz de Novgorod și Vladimir
- Alexios al III-lea Angelos, împărat bizantin
- Andrea din Grosseto, scriitor italian
- Anton de Padova, călugăr franciscan portughez, episcop
- Baibars, sultanul Mameluk din Egipt
- Batu Khan, mongol și Khan fondator al Hoardei de Aur
- Béla al IV-lea al Ungariei
- Birger Jarl, Earl și fondator de la Stockholm
- Bonaventura, teolog franciscan, episcop, cardinal
- Cimabue, pictor florentin
- Dominic Guzman, călugăr catolic și fondator al Ordinului Predicatorilor
- Edward I al Angliei, rege englez
- Elisabeta a Ungariei, prințesă a Regatului Ungariei
- Enrico Dandolo, doge a Republicii de la Veneția
- Francisc de Assisi, fondatorul Umbria a ordinului franciscan
- Frederick al II-lea, împărat al Sfântului Imperiu Roman
- Gertrude cea Mare, scriitoare, călugăriță și spirituală
- Giotto di Bondone, pictor italian
- Grigore al X-lea, papă
- Haakon Haakonsson, rege al Norvegiei 1217 - 1263
- Ibn Taymiyyah, celebru Hanbali, Salafi Academic al Islamului
- Inocențiu al III-lea, papă
- Ivan Asan al II-lea, împărat din Bulgaria
- Kaloyan, împărat a Bulgariei
- Kublai Khan, conducătorul Khan, fondator al dinastiei Yuan in China
- Lasha Giorgi, regele Giorgi IV a Georgiei
- Lembitu, domnitor
- Ludovic al IX al Franței, St. Louis, rege francez și Crusader
- Mevlana, filosof și poet
- Petrus Peregrinus, om de știință
- Ottokar al II-lea al Boemiei, rege al Boemiei
- Ramon Llull, filosof
- Robert Grosseteste, teolog, om de știință
- Roger Bacon, călugăr franciscan, filozof, om de știință
- Rusudan, Regina domnitorului din Georgia
- Sundiata Keita semi-istoric, fondator al Imperiului Mali
- Saadi, poet persan
- Snorri Sturluson, istoric și scriitor Saga
- Tamara, domnitor al Georgiei
- William Marshal, cavaler de stat
- William Wallace, lider scoțian național
- Yunus Emre, poet mistic Sufi

## Invenții, descoperiri
- Europa: oglinda de sticlă[1]
- Al-Jazari (Irak): lacătul cu cifru
- 1206: Al-Jazari:[2]
  - "ceasul-elefant" acționat cu ajutorul apei
  - dispozitiv de spălat pe mâini
  - introducerea axului cu came
  - strămoșul robotului humanoid
  - sistem de alimentare cu apă
  - ceasul cu indicator orar
- 1232: lansator de rachete în China
- 1235: astrolab cu mecanism cu calendar
- 1259: Al-Tusi:
  - institut de cercetare
  - observator astronomic

- 1260: Egipt
  - praful de pușcă, tunul, arma de foc
  - haine ignifuge[3]
- 1270: Hassan al-Rammah (Siria): obținerea salpetrului
- 1271 - 1273: Alaaddin și Ismail (Orientul Mijlociu): arma de război balistică
- 1274: Abu Yaqub Yusuf: tunul de asediu[3]
- 1275: Hassan al-Rammah (Siria): torpila
- 1277: Lou Qianxia (China): mina militară
- 1297–1298: Whang Zhen (China): tiparul cu caractere mobile din lemn
- Al-Andalus: caravela
- Arabia: pompă elicoidală acționată cu arbore cotit[4]
- China: hârtie abrazivă
- China: racheta cu combustibil solid
- Germania: butoniera[1]

## Decenii și ani
| Anii 1190 | 1190 | 1191 | 1192 | 1193 | 1194 | 1195 | 1196 | 1197 | 1198 | 1199 |
| Anii 1200 | 1200 | 1201 | 1202 | 1203 | 1204 | 1205 | 1206 | 1207 | 1208 | 1209 |
| Anii 1210 | 1210 | 1211 | 1212 | 1213 | 1214 | 1215 | 1216 | 1217 | 1218 | 1219 |
| Anii 1220 | 1220 | 1221 | 1222 | 1223 | 1224 | 1225 | 1226 | 1227 | 1228 | 1229 |
| Anii 1230 | 1230 | 1231 | 1232 | 1233 | 1234 | 1235 | 1236 | 1237 | 1238 | 1239 |
| Anii 1240 | 1240 | 1241 | 1242 | 1243 | 1244 | 1245 | 1246 | 1247 | 1248 | 1249 |
| Anii 1250 | 1250 | 1251 | 1252 | 1253 | 1254 | 1255 | 1256 | 1257 | 1258 | 1259 |
| Anii 1260 | 1260 | 1261 | 1262 | 1263 | 1264 | 1265 | 1266 | 1267 | 1268 | 1269 |
| Anii 1270 | 1270 | 1271 | 1272 | 1273 | 1274 | 1275 | 1276 | 1277 | 1278 | 1279 |
| Anii 1280 | 1280 | 1281 | 1282 | 1283 | 1284 | 1285 | 1286 | 1287 | 1288 | 1289 |
| Anii 1290 | 1290 | 1291 | 1292 | 1293 | 1294 | 1295 | 1296 | 1297 | 1298 | 1299 |
| Anii 1300 | 1300 | 1301 | 1302 | 1303 | 1304 | 1305 | 1306 | 1307 | 1308 | 1309 |